# Grandisonia sechellensis
Grandisonia sechellensis là một loài không chân thuộc họ Caeciliidae. Đây là loài đặc hữu của quần đảo Seychelles (đảo Mahé, Praslin, và Silhouette).